# Andělé v Americe (minisérie)
Andělé v Americe (v anglickém originále Angels in America) je minisérie z produkce HBO z roku 2003. Původem německý režisér Mike Nichols ji natočil podle Pulitzerovou cenou oceněné stejnojmenné divadelní hry Tonyho Kushnera, jenž sám upravil původní text své hry na televizní scénář.
Série byla oceněna 11 cenami Emmy (z 21 nominací) a pěti Zlatými glóby.
Česká verze HBO ji začala premiérově vysílat 21. prosince 2004. Hlavní hvězdnou trojici Al Pacina, Meryl Streepovou a Emmu Thompsonovou (představitele Roye Cohna, Hannah Pittové a Emily, již ztvárnily i další postavy) v českém znění namluvili Alois Švehlík, Zlata Adamovská a Simona Postlerová. Minisérie byla nominována i na některá specificky česká ocenění: televizní cenu Elsa a Zvláštní cenu Františka Filipovského za mimořádné dabingové zpracování.

## Obsah
Minisérie se skládá ze dvou částí po třech dílech. První část nese název Milénium se blíží (v originále Millennium Approaches), druhá část se jmenuje Perestrojka (Perestroika). Děj se odehrává v polovině 80. let 20. století za vlády Ronalda Reagana, kdy v Americe propuká epidemie AIDS.
Prior Walter se svěří svému partnerovi Louisovi Ironsonovi, že má AIDS. Louis Priorovu diagnózu neunese, opustí ho a později vytvoří pár s Joem Pittem, mormonským republikánským advokátem. Joe je blízkým přítelem vlivného právníka Roye Cohna, jenž je skrytě homosexuál a má AIDS, na který posléze zemře, a manželem Harper Pittové, jež je závislá na valiu a trpí halucinacemi (ve kterých se někdy setkává s Louisem). Zdravotním ošetřovatelem Roye a přítelem Priora je Belize, který po Royově smrti vezme jeho nashromážděné léky AZT a dá je Priorovi. Na konci seriálu (jež se odehrává o pět let později než předchozí děj) Prior v přítomnosti svých přátel Belize, Louise a Hanny Pittové (matky Joea) promlouvá k divákům a vyjadřuje svou naději na život.

## Obsazení
- Al Pacino jako Roy Cohn
- Meryl Streepová jako Hannah Pitt / Ethel Rosenbergová / rabín Isidor Chemelwitz / Anděl Austrálie
- Patrick Wilson jako Joe Pitt
- Mary-Louise Parkerová jako Harper Pittová
- Emma Thompsonová jako zdravotní sestra Emily / bezdomovkyně / Anděl Amerika
- Justin Kirk jako Prior Walter / muž v parku
- Jeffrey Wright jako Norman „Belize“ Arriaga / Pan Lies / Anděl Evropa
- Ben Shenkman jako Louis Ironson / Anděl Oceánie
- Brian Markinson jako Martin Heller
- James Cromwell jako Henry, Royův lékař
- Michael Gambon jako předek Priora Waltera č. 1
- Simon Callow jako předek Prior Walter č. 2
- Robin Weigertová jako matka Mormonů

## Seznam dílů
| Č. | Název                                | Český název                      | Režie        | Scénář       | Délka    | Datum premiéry | Datum české premiéry |
| -- | ------------------------------------ | -------------------------------- | ------------ | ------------ | -------- | -------------- | -------------------- |
| 1  | Millennium Approaches: Bad News      | Milénium se blíží: Špatná zpráva | Mike Nichols | Tony Kushner | 63 minut | bude oznámeno  | bude oznámeno        |
| 2  | Millennium Approaches: In Vitro      | Milénium se blíží: In vitro      | Mike Nichols | Tony Kushner | 53 minut | bude oznámeno  | bude oznámeno        |
| 3  | Millennium Approaches: The Messenger | Milénium se blíží: Posel         | Mike Nichols | Tony Kushner | 55 minut | bude oznámeno  | bude oznámeno        |
| 4  | Perestroika: Stop Moving!            | Perestrojka: Ani hnout!          | Mike Nichols | Tony Kushner | 55 minut | bude oznámeno  | bude oznámeno        |
| 5  | Perestroika: Beyond Nelly            | Perestrojka: Míň než nic         | Mike Nichols | Tony Kushner | 61 minut | bude oznámeno  | bude oznámeno        |
| 6  | Perestroika: Heaven, I'm in Heaven   | Perestroika: Jsem v nebi         | Mike Nichols | Tony Kushner | 73 minut | bude oznámeno  | bude oznámeno        |